# تراسي بيركنز
تراسي بيركنز (بالإنجليزية: Tracey Perkins)‏ هو لاعب كرة قدم أمريكية أمريكي، ولد في 28 أغسطس 1968 في هيوستن في الولايات المتحدة.